# Фаленти-Дуже
Фаленти-Дуже (пол. Falenty Duże) — село в Польщі, у гміні Рашин Прушковського повіту Мазовецького воєводства.
Населення — 187 осіб (2011).
У 1975-1998 роках село належало до Варшавського воєводства.

## Демографія
Демографічна структура станом на 31 березня 2011 року:
|          | Загалом | Допрацездатний вік | Працездатний вік | Постпрацездатний вік |
| -------- | ------- | ------------------ | ---------------- | -------------------- |
| Чоловіки | 87      | 22                 | 58               | 7                    |
| Жінки    | 100     | 22                 | 62               | 16                   |
| Разом    | 187     | 44                 | 120              | 23                   |